# Aulo Giulio Pompilio Tito Vivio Levillo Pisone Bereniciano
Aulo Giulio Pompilio Tito Vivio Levillo Pisone Bereniciano (latino: Aulus Iulius Pompilius Titus Vivius Laevillus Piso Berenicianus; 140 circa – 180 circa) è stato un politico e militare romano, che combatté durante le guerre marcomanniche a fianco dell'imperatore Marco Aurelio..

## Biografia
Aulo Giulio Popilio Pisone Tito Vibio Levillo Quadrato Bereniciano, era figlio di Aulo, appartenente alla tribù Cornelia. Era probabilmente originario della provincia d'Asia, di Efeso secondo quanto sostiene Guido Migliorati.
Fu decemviro per il giudizio delle controversie (stlitibus iudicandis), tribuno laticlavio della legio XII Fulminata e della XV Apollinaris durante le campagne partiche di Lucio Vero (162-165/166); in seguito questore urbano, cooptato in senato con la dignità tribunicia (169 circa); candidato pretore per volere degli Augusti (Marco Aurelio e del fratello Lucio Vero oppure del figlio di Marco, Commodo); legatus legionis della legio XIII Gemina e della IIII Flavia Felix (negli anni tra il 169  ed il 172); fu quindi posto a capo della legioni I Italica e IIII Flavia con tutte le relativa truppe ausiliarie, con diritto di combattere (dato iure gladii legatus), da collocare secondo Migliorati in un periodo compreso tra il 173 ed il 175 in relazione con le campagne di Marco Aurelio per l'occupazione della piana del Tibisco e la creazione della nuova provincia di Sarmatia; in seguito legatus Augustorum pro praetore della legio III Augusta in Africa proconsolare (dal 176), e quindi candidato al consolato.